# Kapitell Nr. 2 (Bommes)

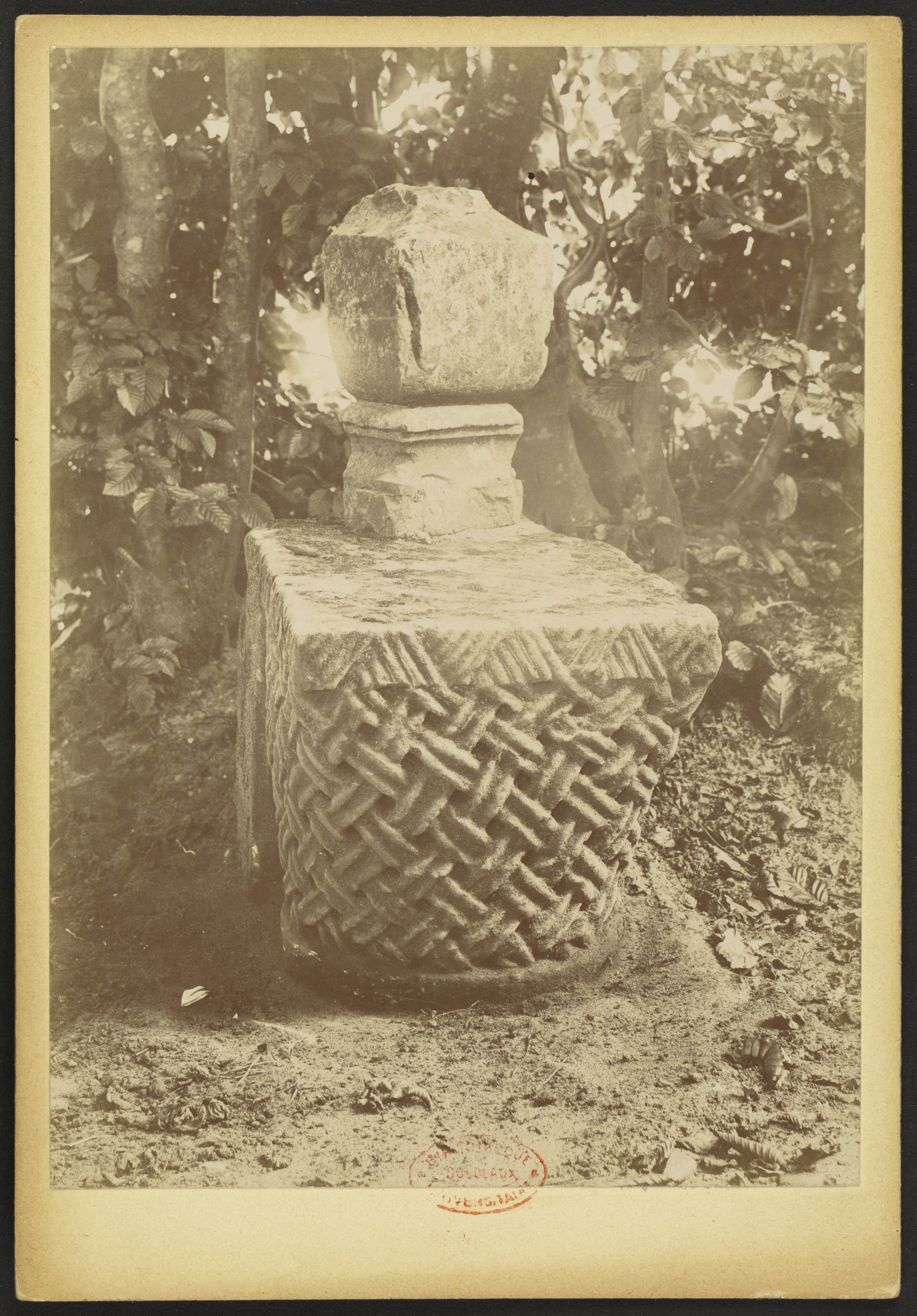
Kapitell Nr. 2 in Bommes (Foto von Jean-Auguste Brutails)

Das Kapitell Nr. 2 an der Außenwand des Pfarrhauses der Kirchengemeinde St-Martin in Bommes, einer französischen Gemeinde im Département Gironde der Region Nouvelle-Aquitaine, wurde im 11. Jahrhundert geschaffen. Im Jahr 1903 wurde das romanische Kapitell als Monument historique in die Liste der denkmalgeschützten Objekte (Base Palissy) in Frankreich aufgenommen.
Das Kapitell stellt ineinander verflochtene Bänder dar.